# نيو مارلبورو (ماساتشوستس)
نيو مارلبورو (بالإنجليزية: New Marlborough, Massachusetts)‏ هي بلدة أمريكية تقع في الولايات المتحدة في مقاطعة بيركشاير (ماساتشوستس). يقدر عدد سكانها بـ 1,509 نسمة ومساحتها 124.1 كم2 و وترتفع عن سطح البحر 412 متر.

## أعلام
- لورين آلانسون كوك